# Richard Capel
Richard Capel (Gloucester, 1586 – Pitchcombe, 21 settembre 1656) è stato un religioso inglese, ministro della fede nonconformista di ispirazione calvinista, venne espulso a seguito dell'Atto di uniformità del 1662. Partecipò come membro rappresentante dei ministri di fede inglesi all'Assemblea di Westminster.

## Biografia
Nato a Gloucester da Christopher Capel e sua moglie Grace Hands, la sua famiglia apparteneva alla gentry ed era originaria dell'Hertfordshire. Il padre Christopher era un consigliere cittadino molto vicino ai ministri di culto locali che professavano il nonconformismo e ne subivano le conseguenze.

Dopo aver iniziato la sua educazione a Gloucester, entrò come fellow al Merton College di Oxford nel 1601, e successivamente entrò con la qualità di demy al Magdalen College dove ottenne il Master of Arts e nel 1609 ne divenne perpetual fellow. Durante la sua permanenza ad Oxford, divenne il punto di riferimento per molti studenti di fede calvinista, ed ebbe tra i suoi pupilli Accepted Frewen, futuro Arcivescovo di York ed il teologo William Pemble.

Sotto il regno di Giacomo I ebbe modo di frequentare la corte inglese, dove venne introdotto grazie all'amicizia con il nobile e favorito del re Robert Carr, I conte di Somerset; continuò a frequentare l'ambiente di corte fino alla tragica morte del suo amico, il poeta e letterato Thomas Overbury nel 1613. In quello stesso anno venne nominato ministro della fede per la parrocchia di Eastington nel distretto di Stroud, nel suo nativo Gloucestershire, dove divenne una figura preminente all'interno del locale ambiente puritano. Quando nel 1633 venne pubblicato l'Atto di uniformità per la seconda volta, Capel si rifiutò di leggere il controverso Book of Sports dal suo pulpito, e fu costretto a rassegnare le dimissioni, ed a lui succedette un altro futuro membro dell'Assemblea di Westminster, ovvero William Mew.

Si trasferì nel piccolo villaggio di Pitchcombe, nei pressi di Stroud, dove acquistò una proprietà e, grazie alla licenza ottenuta dal vescovo anglicano di Gloucester Godfrey Goodman, iniziò a praticare l'arte medica gratuitamente. Nel 1641 appoggiò la fazione parlamentare nel loro scontro con re Carlo I d'Inghilterra e nel 1643 venne nominato tra i rappresentanti dei ministri della fede all'interno dell'Assemblea di Westminster, ruolo che accettò solo formalmente, dal momento che non partecipò mai alle loro sessioni. Morì a Pitchcome il 21 settembre 1656.

## Opere
- God's Valuation of Man's Soul, 1632
- Tentations: their Nature, Danger, Cure, to which is added a Briefe Dispute, as touching Restitution in the Case of Usury, 1633
- Apology in Defence of Some Exceptions against some Particulars in the Book of Tentations, 1659
- Capel's Remains, being an useful Appendix to his excellent Treatise of Tentations, with a preface prefixed, wherein is contained an Abridgment of the author's life, by his friend, Valentine Marshall, 1658